# Erkki Niinivaara
Erkki Olavi Niinivaara, född 27 december 1907 i Helsingfors, död där 29 augusti 1985, var en finländsk präst och författare.
Niinivaara, som var son till prosten Frans Verneri Niinivaara och Helmi Hellin Pakarinen, blev student 1926, filosofie kandidat 1930, prästvigdes 1933 samt blev teologie kandidat 1937 och teologie licentiat 1948. Han var äldre lektor i religion vid Borgå finska samlyceum 1934–1938, adjunkt i Helsingfors församling 1938–1945, kyrkoherde i Borgå församling 1945–1957 och i Mejlans församling 1957–1972. Han var även kontraktsprost i Tölö kontrakt från 1959. Han deltog som fältpräst i Ässäregementet i vinterkriget, var ordförande i Vapenbrödraprästerna 1942–1944, i kyrkofullmäktige i Helsingfors 1965 och medlem av kyrkomötet 1941–1958.
Niinivaaras syn på kyrkans roll ändrades under kriget, han ansåg att det viktigaste var att kyrkan skulle nå ut till alla församlingsmedlemmar och ha en mera socialt ansvarstagande roll. Till väckelserörelsernas kyrkosyn förhöll han sig kritiskt. Hans synodalavhandling av 1952 väckte en häftig debatt; till dem som kraftigt motsatte sig hans tankegångar hörde Osmo Tiililä. Han var även en produktiv författare. Han tilldelades prosts titel 1952.